# Tsvetayeva (inslagkrater)
Tsvetayeva is een inslagkrater op de planeet Venus. Tsvetayeva werd in 1985 genoemd naar de Sovjet-Russische dichteres Marina Tsvetajeva (1892-1941).
De krater heeft een diameter van 42,9 kilometer en bevindt zich in het quadrangle Atalanta Planitia (V-4).